# Challenge Mallorca 2004
De Challenge Mallorca 2004 was de 12e editie van deze serie eendagswedstrijden. Deze werden verreden tussen 1 en 5 februari.

## Trofeo's
| Naam                           | Datum      | Winnaar            | Ploeg                 |
| ------------------------------ | ---------- | ------------------ | --------------------- |
| Trofeo Mallorca                | 1 februari | Allan Davis        | Liberty Seguros-Würth |
| Trofeo Cala Millor-Cala Rajada | 2 februari | Alejandro Valverde | Kelme                 |
| Trofeo Manacor                 | 3 februari | Allan Davis        | Liberty Seguros-Würth |
| Trofeo Alcudia                 | 4 februari | Óscar Freire       | Rabobank              |
| Trofeo Calvia                  | 5 februari | Unai Etxebarria    | Euskaltel-Euskadi     |

## Uitslagen

### Trofeo Mallorca
| Plaats  | Naam                  | Ploeg                 | Tijd     |
| ------- | --------------------- | --------------------- | -------- |
| Winnaar | Allan Davis           | Liberty Seguros-Würth | 1u35'48" |
| 2       | Óscar Freire          | Rabobank              | z.t.     |
| 3       | Erik Zabel            | T-Mobile Team         | z.t.     |
| 4       | Danilo Hondo          | Team Gerolsteiner     | z.t.     |
| 5       | Paolo Bettini         | Quick Step-Davitamon  | z.t.     |
| 6       | Jens Voigt            | Team CSC              | z.t.     |
| 7       | Ricardo Serrano       | Cafés Baqué           | z.t.     |
| 8       | Antonio Colom         | Illes Balears-Banesto | z.t.     |
| 9       | Vicente Reynés        | Illes Balears-Banesto | z.t.     |
| 10      | Carlos García Quesada | Kelme                 | z.t.     |

### Trofeo Cala Millor-Cala Rajada
| Plaats  | Naam                  | Ploeg                 | Tijd     |
| ------- | --------------------- | --------------------- | -------- |
| Winnaar | Alejandro Valverde    | Kelme                 | 1u35'48" |
| 2       | David Blanco          | Kelme                 | z.t.     |
| 3       | Rubén Plaza           | Kelme                 | z.t.     |
| 4       | Antonio Colom         | Illes Balears-Banesto | z.t.     |
| 5       | Koldo Gil             | Liberty Seguros-Würth | z.t.     |
| 6       | Carlos García Quesada | Kelme                 | z.t.     |
| 7       | Erik Zabel            | T-Mobile Team         | z.t.     |
| 8       | Allan Davis           | Liberty Seguros-Würth | z.t.     |
| 9       | Fabian Wegmann        | Team Gerolsteiner     | z.t.     |
| 10      | Iñigo Landaluze       | Euskaltel-Euskadi     | z.t.     |

### Trofeo Manacor
| Plaats  | Naam                  | Ploeg                  | Tijd     |
| ------- | --------------------- | ---------------------- | -------- |
| Winnaar | Allan Davis           | Liberty Seguros-Würth  | 3u29'02" |
| 2       | Erik Zabel            | T-Mobile Team          | z.t.     |
| 3       | Danilo Hondo          | Team Gerolsteiner      | z.t.     |
| 4       | Steven de Jongh       | Rabobank               | z.t.     |
| 5       | Carlos García Quesada | Kelme                  | z.t.     |
| 6       | James Vanlandschoot   | Relax-Bodysol          | z.t.     |
| 7       | Antonio Colom         | Illes Balears-Banesto  | z.t.     |
| 8       | Daniele Bennati       | Phonak Hearing Systems | z.t.     |
| 9       | Luis Pasamontes       | Relax-Bodysol          | z.t.     |
| 10      | Ricardo Serrano       | Cafés Baqué            | z.t.     |

### Trofeo Alcudia
| Plaats  | Naam                | Ploeg                 | Tijd     |
| ------- | ------------------- | --------------------- | -------- |
| Winnaar | Óscar Freire        | Rabobank              | 3u57'39" |
| 2       | Erik Zabel          | T-Mobile Team         | z.t.     |
| 3       | Allan Davis         | Liberty Seguros-Würth | z.t.     |
| 4       | Sebastian Siedler   | Team Wiesenhof        | z.t.     |
| 5       | James Vanlandschoot | Relax-Bodysol         | z.t.     |
| 6       | Matthé Pronk        | Bankgiroloterij       | z.t.     |
| 7       | Danilo Hondo        | Team Gerolsteiner     | z.t.     |
| 8       | Jens Voigt          | Team CSC              | z.t.     |
| 9       | Rudie Kemna         | Bankgiroloterij       | z.t.     |
| 10      | Jeroen Blijlevens   | Bankgiroloterij       | z.t.     |

### Trofeo Calvia
| Plaats  | Naam                           | Ploeg                  | Tijd     |
| ------- | ------------------------------ | ---------------------- | -------- |
| Winnaar | Unai Etxebarria                | Euskaltel-Euskadi      | 3u44'32" |
| 2       | Bram de Groot                  | Rabobank               | +2"      |
| 3       | Óscar Freire                   | Rabobank               | z.t.     |
| 4       | Alejandro Valverde             | Kelme                  | z.t.     |
| 5       | Jens Voigt                     | Team CSC               | z.t.     |
| 6       | Ricardo Serrano                | Cafés Baqué            | z.t.     |
| 7       | Cyril Dessel                   | Phonak Hearing Systems | z.t.     |
| 8       | Fabian Wegmann                 | Team Gerolsteiner      | z.t.     |
| 9       | Matthé Pronk                   | Bankgiroloterij        | z.t.     |
| 10      | Miguel Ángel Martín Perdiguero | Saunier Duval-Prodir   | z.t.     |

1992 · 1993 · 1994 · 1995 · 1996 · 1997 · 1998 · 1999 · 2000 · 2001 · 2002 · 2003 · 2004 · 2005 · 2006 · 2007 · 2008 · 2009 · 2010 · 2011 · 2012 · 2013 · 2014 · 2015 · 2016 · 2017 · 2018 · 2019 · 2020 · 2021 · 2022 · 2023 · 2024 · 2025